# Salientes
Salientes es una localidad española que forma parte del municipio de Palacios del Sil, en la provincia de León, comunidad autónoma de Castilla y León.

## Geografía

### Ubicación
| Noroeste: Mataotero | Norte: Villablino                              | Noreste: Vivero |
| Oeste: Valseco      |                                                | Este: Montrondo |
| Suroeste Salentinos | Sur: Colinas del Campo de Martín Moro Toledano | Sureste: Fasgar |

## Demografía
Evolución de la población
| Gráfica de evolución demográfica de Salientes entre 2000 y 2021    |
|                                                                    |
| Población de derecho (2000-2021) según el padrón municipal del INE |